# Acacia reniformis
Acacia reniformis é uma espécie de leguminosa do gênero Acacia, pertencente à família Fabaceae.